# ITV Channel Television
ITV Channel Television (anteriormente Channel Television) es un canal de televisión de las Islas del Canal (Reino Unido) que forma parte de la red Independent Television. Creado en 1962 y con sede en Jersey, es la más pequeña de las quince franquicias que conforman ITV. Hasta noviembre de 2011, Channel Television funcionaba de forma independiente y pertenecía a Yattendon Investment Trust, cuando ITV plc adquirió el canal.

## Historia
Las Islas del Canal contaron para la BBC como parte de la cobertura de su canal en el suroeste de Inglaterra, por lo que no existía una emisora o programas especiales para la zona. Sin embargo, cuando determinadas zonas comenzaron a lograr su propio canal de televisión privada, los habitantes de la región anglonormanda solicitaron a la Independent Television Authority su propia franquicia de televisión. La ITA decidió acceder a sus peticiones, pero tuvo que enfrentar diversos problemas legales (el Canal no estaba contemplado en la Ley de Televisión de 1954, algo que se solventó con una enmienda) y logísticos para conectar el canal con el resto de emisoras de ITV.
Superados esos inconvenientes, Channel Television comenzó sus emisiones el 1 de septiembre de 1962, siendo la penúltima franquicia de ITV que comenzó sus emisiones y la que servía a menos espectadores: un total de 150.000 habitantes. En un principio CTV firmó acuerdos de señal con Westward Television hasta 1982. A ella le siguieron Television South West (hasta 1986), Television South (hasta 1992) y Meridian Television (desde 1993).
La cadena de las Islas no tuvo televisión en color hasta 1976, siendo la última de ITV que pudo emitir de ese modo. Por su pequeño tamaño era (y es) también una de las que menos contribuía a la red de ITV, participando en su mayoría en coproducciones con otras franquicias. Aun así, logró establecer unos fuertes lazos con la comunidad de las Islas Anglonormandas, debido a que se convirtió en el principal medio informativo de la zona. La mayor parte de su producción propia eran programas locales informativos y divulgativos.
Hasta noviembre de 2011, Channel Television funcionaba de forma independiente al igual que UTV o STV, su imagen era similar a la de ITV1, aunque posee una identidad propia en identificaciones (con imágenes de las Islas) y presentadores de continuidad. Fue cuando ITV plc le adquirió el canal a Yattendon Investment Trust. El acuerdo se anunció el 18 de octubre, mientras que el 23 de noviembre se completa la adquisición.
Tras el cambio de marca de ITV en 2013, la identificación de Channel y la intro su noticiero local se alinearon con las otras regiones de ITV, aunque se mantiene la programación esporádica que no es de noticias.